# Conus nigropunctatus
Espèce
Statut de conservation UICN

 LC  : Préoccupation mineure
Conus nigropunctatus est une espèce de mollusques gastéropodes marins de la famille des Conidae.
Comme toutes les espèces du genre Conus, ces escargots sont prédateurs et venimeux. Ils sont capables de « piquer » les humains et doivent donc être manipulés avec précaution, voire pas du tout.

## Description
La taille de la coquille varie entre 25 mm et 50 mm. La coquille bulbeuse a une spire convexe et striée. Le verticille a des stries arrondies, qui sont généralement obsolètes au-dessus, granuleuses en dessous. La couleur est olive, marron, chocolat ou rose-brun, diversement marbrée et mouchetée de blanc, souvent faiblement baguée de blanc sous le milieu. La coquille est entourée d'une série de points de couleur chocolat. 

## Distribution
Cette espèce marine est présente dans la mer Rouge et le Pacifique occidental.

### Niveau de risque d’extinction de l’espèce
Selon l'analyse de l'UICN réalisée en 2011 pour la définition du niveau de risque d'extinction, cette espèce est présente dans la mer Rouge et dans le nord-ouest de l'océan Indien jusqu'à Oman et au sud jusqu'à la Tanzanie au moins. Quelques mentions ont été rapportées à Madagascar. Il s'agit d'une espèce à large répartition qui ne risque pas d'être affectée par des menaces majeures. Certaines menaces localisées peuvent avoir un impact dans les zones d'eau peu profonde, mais il est peu probable qu'elles aient un impact significatif sur la population dans son ensemble. L'espèce est considérée comme étant de préoccupation mineure.

## Taxonomie

### Publication originale
L'espèce Conus nigropunctatus a été décrite pour la première fois en 1858 par le naturaliste, illustrateur et conchyliologiste britannique George Brettingham Sowerby II dans « Monograph of the genus Conus »,.

### Synonymes
- Conus (Pionoconus) nigropunctatus G. B. Sowerby II, 1858 · appellation alternative
- Conus nigropunctatus elatensis Wils, 1971 · non accepté
- Conus nigropunctatus  var. peledi Wils, 1971 · non accepté
- Pionoconus nigropunctatus (G. B. Sowerby II, 1858) · non accepté

### Sous-espèces
- Conus nigropunctatus elatensis Wils, 1971, accepté en tant que Conus nigropunctatus G. B. Sowerby II, 1858
- Conus nigropunctatus var. peledi Wils, 1971, accepté en tant que Conus nigropunctatus G. B. Sowerby II, 1858